# Marta González i Crivillers
Marta González i Crivillers (Vic, 9 d'abril de 1995) és una nedadora d'estil lliure catalana.

## Trajectòria
El 7 de juliol de 2011 es va convertir en la primera nedadora del Club Natació Vic-Estadi Torras i Bages (CNV-ETB) en aconseguir una medalla en un Campionat d'Europa de natació júnior. Concretament, en el campionat que organitzat a la ciutat sèrbia de Belgrad, va guanyar la medalla de bronze en el relleu dels 4x100 metres lliures femenins. Del quartet de la selecció espanyola, va saltar en tercer lloc i va fer el millor temps de l'equip amb un registre de 56.60 segons.
L'any 2012 es va proclamar campiona d'Espanya en piscina curta de 50 i 100 metres lliures, i l'any 2014 de 50 metres lliure. Com a membre del Club Natació Sant Andreu va fer la seva primera aparició internacional en categoria absoluta al Campionat del Món de natació de 2013 a la prova de 4x100 metres lliures femenins al costat de Melani Costa, Patricia Castro i Beatriz Gómez, fent un temps de 3:42.08 i batent el rècord estatal, encara que finalment va quedar eliminada després de finalitzar en la dotzena posició. Aquell mateix any també va participar en els Jocs Mediterranis de 2013, disputats a la ciutat turca de Mersin, on es va penjar la medalla d'argent després de disputar novament la prova dels 4x100 metres lliures femenins amb el combinat espanyol. Després de passar una lesió al braç, al Campionat d'Espanya Open de primavera de 2015 va aconseguir la millor marca dels 100 metres lliures femenins amb un registre de 55.98 segons així com la medalla de bronze de la competició Open. Un any després va participar en els Jocs Olímpics de Rio de Janeiro de 2016, nedant en la prova de 4x100 metres lliures. Va nedar en la segona sèrie en el primer carrer al costat de Melani Costa, Patricia Castro i Fátima Gallardo, quedant en setena posició de la seva sèrie amb un temps de 3:40.46, batent de nou el rècord estatal, encara que insuficient per passar a les semifinals ja que va quedar en 13a posició de la classificació absoluta. El 25 d'abril de 2016 va batre el rècord de Catalunya dels 100 metres lliures femenins amb un temps de 55.40 durant el Circuit Català de Trofeus disputat a les piscines del CE Mediterrani. Un mes després va participar al Campionat d'Europa de natació de 2016, disputat a la ciutat anglesa de Londres.
El 16 de novembre de 2018, juntament amb les companyes de club Lidón Muñoz, Àfrica Zamorano i Júlia Pujadas, va assolir batre el rècord d'Espanya dels 4×200 metres lliures femenins. A la prova del Campionat d'Espanya de piscina curta, disputada a les instal·lacions del CN Barcelona, es van penjar la medalla d'or amb un temps de 7:51.72 i van superar així el seu anterior rècord de 7:51.87. A més, en aquell campionat, també va guanyar la prova dels 4x50 metres lliures femenins, formant quartet amb Lidón Muñoz, Àfrica Zamorano i Laia Sicart. Un any després, el 22 de desembre de 2019, aquest mateix quartet va batre el rècord d'Espanya dels 4x50 metres lliures femenins, a la prova disputada a la Copa de Clubs en Divisió d'Honor. L'equip del CN Sant Andreu va aturar el cronòmetre a 1.42:80, una marca que posseïa des del 2009 el Real Canoe NC de Madrid amb un temps de 1.42.87. Un any més tard, el 22 de desembre de 2020, va tornar a batre el rècord estatal amb el club. Juntament amb Lidón Muñoz, Àfrica Zamorano i Alba Guillamon, van fixar el nou registre en 1:42.59 durant el matí de la darrera jornada de la Copa d'Espanya de clubs de natació, que es va disputar a Castelló de la Plana. En aquell campionat també va pujar al podi en la prova dels 50 metres lliures femenins, després d'aconseguir la medalla d'argent amb un temps de 25.02 segons.